# 키티냐노
키티냐노 (Chitignano) 이탈리아 토스카나주의 아레초도에 위치한 코무네 (지방자치단체)이다. 피렌체에서 동쪽 약 50 킬로미터 (31 mi), 아레초에서 북쪽 20 킬로미터 (12 mi) 거리에 있다.
키티냐노는 카프레세미켈란젤로, 키우시델라베르나, 수비아노 등과 경계를 맞대고 있다.